# さくらさくら咲く 〜あの日君を待つ 空と同じで〜
『さくらさくら咲く 〜あの日君を待つ 空と同じで〜』（さくらさくらさく あのひきみをまつ そらとおなじで）は、marbleの7作目のシングル。テレビアニメ『ひだまりスケッチ×☆☆☆』のエンディングテーマを収録。marbleとしては初めて、GloryHeavenレーベルから発売された。 

## 収録曲
1. さくらさくら咲く 〜あの日君を待つ 空と同じで〜
  - 作詞：micco、作曲・編曲：菊地達也、ストリングスアレンジ：ぺーじゅん
  - テレビアニメ『ひだまりスケッチ×☆☆☆』エンディングテーマ
2. ドゥラリ
  - 作詞・作曲：micco、編曲：菊地達也
3. さくらさくら咲く 〜あの日君を待つ 空と同じで〜（off vocal）
4. ドゥラリ（off vocal）